# Fosfato monossódico
Fosfato monossódico, também chamado de dihidrogenofosfato de sódio, fosfato de sódio monobásico, fosfato de sódio diácido, difosfato de sódio, fosfato ácido de sódio e fosfato de sódio primário, é o composto químico, de fórmula NaH2PO4). Apresenta-se como cristais incolores ou pó branco. Um mol ou em outros termos 6,022 x 1023 moléculas deste composto pesam aproximadamente 119,98 gramas. O pKa é 7,20. Solúvel em 1 parte para 4,5 partes de água. Insolúvel em álcool.
Apresenta-se como mono e dihidrato.

## Propriedades

### Monohidrato
- Número CAS: 10049-21-5
- Massa molar: 137,99 g/mol
- Estado físico: sólido
- Densidade: 2,04 g/cm3
- Ponto de fusão: 100 °C (perda da água de cristalização)
- Ponto de ebulição: -

### Dihidrato
- Número CAS: 13472-35-0
- Massa molar: 156,02 g/mol
- Estado físico: fest
- Densidade: 1,915 g/cm3
- Ponto de fusão: 60 °C
- Ponto ebulição: - decomposição térmica >60 °C

## Obtenção
Neutralização parcial entre o ácido fosfórico e o hidróxido de sódio:
NaOH + H3PO4 → NaH2PO4 + H2O

## Usos
É usado como um laxativo e, em combinação com outros fosfatos de sódio, como um tampão de pH.
É usado na produção de queijos, como estabilizador na cor de ovos sob congelamento, em gelatinas, na  lavagem de frutas e verduras (como agente que evita a oxidação), como nutriente para microorganismos em processos de fermentação (leveduras), em misturas de pós efervescentes, na limpeza e tratamento de  superfícies metálicas, no tratamento de efluentes, em processos da indústria farmacêutica.